# Clathromangelia granum
Clathromangelia granum é uma espécie de gastrópode do gênero Clathromangelia, pertencente à família Raphitomidae.